# Ульке, Осман Мурат
Осман Мурат Ульке — турецкий отказник совести. За отказ от прохождения военной службы он был заключён в тюрьму на два с половиной года, позднее дело Ульке разбиралось в ЕСПЧ.

## История
Получив повестку, 1 октября 1995 года Ульке публично сжёг её. Через год он был взят задержан в Измире и 8 октября формально арестован. Ульке судил военный трибунал генерального штаба в Анкаре, ему были предъявлены обвинения в сожжении документов и «отрыве общества от института военной службы».
После этого с правительством Турции связалась организация «Amnesty International» и потребовала предоставить Ульке право прохождения альтернативной службы. Законами Турции прохождение альтернативной службы не предусмотрено.
Дело Ульке разбиралось в ЕСПЧ, суд признал, что Турция нарушила 3 статью конвенции по правам человека. Также, согласно решению суда, Турция должна выплатить Ульке компенсацию в размере 11 тысяч евро.
Даже после того, как Ульке был выпущен из тюрьмы, он и его семья подвергались преследованию. Также через некоторое время турецкими властями был арестован другой отказник совести Мехмет Тархан.
В 2007 году Ульке был награждён премией Клары Иммервар немецким отделением движения «Врачи мира за предотвращение ядерной войны».